# Gusztáv válik
A Gusztáv válik a Gusztáv című rajzfilmsorozat első évadának tizennegyedik epizódja.

## Rövid tartalom
Gusztáv és felesége azért nem tud elválni, mert mindketten ragaszkodnak gyermekükhöz. Megvárják a következő gyermekáldást, de akkor ikrek születnek.

## Alkotók
- Rendezte: Temesi Miklós
- Írta: Bélai István, Temesi Miklós
- Zenéjét szerezte: Kovács Béla
- Operatőr: Klausz Alfréd
- Hangmérnök: Horváth Domonkos
- Vágó: Czipauer János
- Színes technika: Boros Magda, Dobrányi Géza
- Gyártásvezető: Bártfai Miklós

Készítette a Pannónia Filmstúdió.